# Ritornerà
Ritornerà è un brano musicale interpretato dal cantante italiano Antonino Spadaccino, estratto il 26 marzo 2012 dall'etichetta discografica Non ho l'età, come primo singolo dal suo terzo album in studio, Libera quest'anima.

## Il brano
Il brano è scritto e composto da Salvatore Valerio (Gabriel) e lo stesso Antonino. Si erano conosciuti nell'edizione di Amici che aveva visto Antonino vincitore.
Il cantante ha dichiarato che il brano racconta in modo quasi ironico di un amore ormai giunto al termine, difatti la visione di questa fine è comunque positiva. Per questo ha scelto l'utilizzo di toni meno drammatici rispetto a quelli utilizzati in situazioni simili. Nella canzone quindi troviamo le parti più tristi nei versi, mentre il ritornello, è utilizzato come chiave di risoluzione del problema; quest'ultimo quindi risulta come un “voltare pagina” che lascia spazio alla positività e alla voglia di rimettersi in gioco.
Il brano di genere pop, presenta influenze del raggae anni 80 con anche cori hawaiani, il tutto per rendere il brano fresco ed evidenziare questa svolta positiva, che mostra la rinascita interiore, senza eccessivi melodrammi.
Il singolo è stato presentato durante il serale dell'undicesima edizione del programma Amici, nella categoria Big.

## Il video
Il video musicale ufficiale del brano, per la regia e la produzione esecutiva di Alessandro Guida, è stato pubblicato il 4 aprile 2012 nel canale YouTube ufficiale di Antonino. Nel video Antonino canta mentre si snoda la storia d'amore di una giovane coppia, fatta di vari aspetti della loro quotidianità, per culminare con la rottura; difatti nell'ultimo frame del video, viene mostrata la bacheca facebook del ragazzo con in evidenza la scritta del suo status sentimentale, ossia "single".

## Tracce
Testi e musiche di Salvatore Valerio (Gabriel) e Antonino.
1. Ritornerà – 3:00

## Classifiche
| Classifica (2012) | Posizione massima |
| ----------------- | ----------------- |
| Italia            | 22                |